# Lüschow (See)
Die Lüschow (teils auch als Lüschowsee oder Lüschower See bezeichnet) ist ein aus zwei Seebecken bestehender See innerhalb der Gemeinde Dobbertin im Landkreis Ludwigslust-Parchim in Mecklenburg-Vorpommern. Sie befindet sich im Naturpark Nossentiner/Schwinzer Heide. Das Südufer, nahe dem der namensgleiche Ort Lüschow liegt, grenzt an das Stadtgebiet von Goldberg.

## Geografie
Das Gewässer unterteilt sich in ein etwa sieben Hektar großes, wenig gegliedertes Seebecken im Nordwesten sowie ein stärker gegliedertes und etwa 23 Hektar großes Becken im Südosten. Beide Wasserflächen waren noch 1786 und 1882 zusammenhängend und sind heute durch einen Graben verbunden. Während vor allem die Ostufer ausgeprägte, flache Verlandungszonen aufweisen, steigt das Gelände zu den anderen Seiten steiler an. Ausnahmen bilden die Bereiche der Zu- und Abflüsse. Die Lüschow wird von der Jasenitz von Nordwest nach Südwest durchflossen. Am Nordufer des größeren Beckens mündet ein den Kleestensee entwässernder Graben ein.
Von Süden hat das Becken einen Zufluss aus dem Borgsee. Nach Südwesten besteht Verbindung zu einer kleinen Wasserfläche, die laut Karten des Landesamtes für Umwelt, Naturschutz und Geologie nicht zur Lüschow gehört.

## Geschichte
Die Ersterwähnung der Lüschow als See Luzcow erfolgte während der Grenzbeschreibung und Erweiterung der Dobbertiner Klostergüter 1237 ... den See Luzcowe mit der gantzen Bach Jasenitz....
Der benachbarte Borgsee wurde einst durch eine flache Halbinsel, den Tannen Werder, vom übrigen Lüschowsee abgetrennt. Mitten im Tannen Werder existiert ein annähernd kreisrunder Erlenbestand (Bruchwald) auf mineralischem Boden. Dieser Erlenbestand dürfte auf bzw. in einem slawischen Ringwall stehen. Er ist die Burg die dem Burgsee (Borgsee) zum Namen verholfen hat.
Der See wird auf den Karten von Schmettau (1788) und von Wiebeking (1786) am richtigen Ort, aber noch ohne eine Ansiedlung dargestellt.
Von den klostereigenen Seen wurde vor 1790 vom Dobbertiner Klosteramt auch der Lüschow See an den meistbietenden Fischer, in der Regel auf sechs Jahre zur Fischerei und der winterlichen Rohrwerbung, verpachtet. Im See befanden sich neben dem Hecht noch Schleie, Brachsen, Plötze, Aale und Barsche. Die Fischnahrung waren vorwiegend Kleinkrebse, Schnecken und Insektenlarven.
Das Fischerhaus stand östlich der Lüschow am Kleestener Landweg, dem heutigen Neu Schwinz.
An den Ufern der Lüschow wurde temporär Ton abgebaut. Um 1868 wird der See als kleines, zu Dobbertin gehöriges Wasser beschrieben, das von einem Wiesenrand und einem Bruch eingefasst ist. In letzterem befand sich einen Fuß unter der Rasenschicht gelblicher bis brauner Ton, der auf Grund des Anteils an Gipskristallen für Töpfer ungeeignet war.
Um 1884 begann man westlich vom Bach Jasenitz im Moorbereich am Lüschowsee Torf zu stechen. Auf dem Lüschower Torfstich waren 1884 zehn Arbeiter beschäftigt. Durch einen gesunkenen Wasserstand der Lüschow hatte sich 1884 die Grabenlänge der Jasenitz verlängert.
Am 10. November 1901 berichtete der Forstinspektor Julius Garthe vom Klosterforstamt Dobbertin, dass nur noch ein schmaler Graben den Borgsee mit der Lüschow als Grenze des Klosteramtes zwischen der Schwinzer Forst und der Großherzoglichen Forst Goldberg verbindet.
Im März 1908 kam es im Spendiner See zu einer großen Hechtpest, die in kurzer Zeit auch auf die Lüschow übergriff und dort ebenfalls den gesamten Hechtbestand vernichtete.

### Naturdenkmale
In der Niederung zwischen dem Kleestener See und der Lüschow stehen drei Stieleichen (Quercus robur), Naturdenkmal-Nr. 30 mit 4,70 m, ND-Nr. 31 mit 3,20 m und ND-Nr. 32 mit 5,00 m Stammumfang.

### Gedruckte Quellen
- Mecklenburgisches Urkundenbuch (MUB)

### Ungedruckte Quellen
Landeshauptarchiv Schwerin (LHAS)
- LHAS 3.2-3/ Landeskloster/Klosteramt Dobbertin. Nr. 4345.

Museum Goldberg, Forstakten Klosteramt Dobbertin.
Stadtarchiv Goldberg. (StAG)
- Akte Nr. 429.

## Karten
- Topographisch oeconomisch und militaerische Charte des Herzogthums Mecklenburg-Schwerin 1788 Klosteramt Dobbertin mit der Sandpropstei vom Grafen Schmettau.
- Wiebekingsche Karte von Mecklenburg 1786.
- Charte von den Besitzungen des Klosters Dobbertin, Abteilung I. 1822, enthält Die Lüschow, angefertigt nach vorhandenen Gutskarten Anno 1822 durch S. H. Zebuhr.
- Brouillion von dem Dorffelde Dobbertin zum Hochadel Kloster Dobbertin auf Verordnung Gemeinschaft Directorial Commission vermessen aus 1771 durch F. von See, retcitiert und gezeichnet im Jahre 1824 von C. H. Stüdemann.
- Charte von der Dorffeldmark Dobbertin, vermessen durch F. von See, eingeteilt und chartiert 1842/43 durch H. C. Stüdemann, copiert 1868 durch S. H. Zebuhr.
- Wirtschaftskarte Forstamt Dobbertin 1927/1928.
- Messtischblatt 1885, Dobbertin Nr. 2338, 1993.
- Offizielle Rad- und Wanderkarte des Naturparks Nossentiner/Schwinzer Heide, 2010.